# 류드밀라 구르첸코
류드밀라 마르코브나 구르첸코(러시아어: Людми́ла Ма́рковна Гу́рченко, 1935년 7월 2일 ~ 2011년 3월 30일)는 소련과 러시아의 배우, 가수이다.